# Stéphane Stoecklin
Stéphane Stoecklin, francoski rokometaš, * 12. januar 1969, Bourgoin-Jallieu.
Leta 1992 je na poletnih olimpijskih igrah v Barceloni v sestavi francoske reprezentance osvojil bronasto olimpijsko medaljo.